# Малов, Сергей Ефимович
Серге́й Ефи́мович Мало́в (28 января 1880, Казань — 6 сентября 1957, Ленинград) — российский и советский лингвист, востоковед-тюрколог, член-корреспондент АН СССР (1939). Специалист по тюркским языкам. Перевёл и опубликовал своды древнетюркских надписей.

## Биография
Сын Евфимия Александровича Малова, заведующего кафедры противомусульманской полемики Казанской духовной академии и члена-учредителя Братства святителя Гурия, учился в Казанской духовной академии, занимаясь восточными языками у Н. Ф. Катанова. Позднее он окончил Петербургский университет (Институт восточных языков). Во время своего обучения он прослушал курсы Бодуэна де Куртенэ и Нечаева по экспериментальной психологии. Малов специализировался на арабском языке, персидском и тюркских языках. В начале своей карьеры он изучал чулымских тюрков. После окончания института он работал библиотекарем в Музее антропологии и этнографии Российской Академии наук.
По линии Министерства иностранных дел Малов изучал языки и обычаи тюркских народов, проживающих в Китае (уйгуры, салары, сарты и киргизы). Он собрал богатый материал по фольклору и этнографии, сделал музыкальные записи, а также приобрёл драгоценные древние рукописи, в том числе самое важное произведение средневековой уйгурской буддийской литературы — уйгурской рукописи «Сутра золотого блеска», впоследствии опубликованные в сотрудничестве с В. В. Радловым.
В 1910 году в Китае (Ганьсу) обнаружил полный вариант Алтун ярук.
В 1917 году, Малов стал профессором Казанского университета и директором Нумизматической коллекции. Одновременно он изучал этнографию и диалекты поволжских татар, будучи одним из первых исследователей диалекта мишарей-татар.
В 1922 году Малов вернулся в Петроград (бывший Санкт-Петербург) и был избран доцентом Петроградского университета. Он продолжал работать в Ленинградском (бывшем Петроградском) университете, музеях, научно-исследовательских востоковедческих и языковых институтах Академии наук СССР. Как профессор университета, декан-тюрколог, С. E. Малов преподавал узбекский, ойротский, другие языки, а также лингвистику древних тюркских памятников. В 1929 году Малов опубликовал своё открытие таласского письма — третий известный вариант древнетюркского рунического алфавита.
В начале 1931 года Малов передал Отделу Востока для регистрации и инвентаризации книги, газеты и рукописи на арабском, персидском и, главным образом, тюркских языках. Работа в библиотеке доставляла ему исключительный и неподцензурный доступ к текущей литературе на тюркских языках. В 1933 году, после начала кампании коммунистического правительства по переводу письменностей тюркских народов на латиницу, Малов покинул Отдел Востока АН СССР. В 1939 году он был избран членом-корреспондентом Академии наук СССР по языку и литературе. Во время Второй мировой войны, Малов работал в Алма-Ате, как профессор в Казахском университете и Казахском педагогическом институте.
Малов известен как блестящий специалист по живым и вымершим тюркским языкам СССР и сопредельных стран. Его перу принадлежит около 170 публикаций по языку, фольклору, истории и этнографии тюркских народов центрального и западного Китая, Монголии, Средней Азии и Казахстана, Сибири и Поволжья. Он был первым, научно описавшим ряд тюркских языков; открыл, исследовал и опубликовал множество древних тюркских письменных памятников, а также участвовал в создании алфавитов и орфографических правил языков народов СССР, которые не имели исторически собственных национальных систем письма.
Малов был один из немногих ученых, интерес которых привлек алфавит так называемых секлеров, среди других руноподобных алфавитов стран Восточной Европы, в целях сравнительных исследований. Другое его достижение — вывод, что рунические надписи Енисея использовали различные этнические группы Кыргызского каганата. В 1952 году вышла работа С. Е. Малова «Енисейская письменность тюрков: Тексты и исследования», с текстами, написанными данным письмом, независимо от их географического положения (Хакасия, Тува, Монголия). В работе успешно сочетаются палеографические, исторические и социально-политические подходы к классификации алфавитов этих памятников.
Малов вёл очень активную научную жизнь. Он участвовал в подготовке энциклопедий, словарей и справочников. Малов почитается как символ русской тюркологии. Его работы ценятся за эрудицию, обширные знания, научную объективность и исследовательскую скрупулёзность.

## Награды
- Орден Ленина;
- Орден Трудового Красного Знамени (10.06.1945);
- Медали.

## Труды
- Отчёт о командировке студента Восточного факультета С Е. Малова // ИРКСА. № 9. 1909, С. 35;
- Несколько слов о шаманстве у турецкого населения Кузнецкого уезда Томской губернии // Живая старина. Год 18. Вып. 2—3. 1909. С. 38—41;
- Отчёт о втором путешествии к уйгурам // ИРКСА. Сер. 3. № 3. 1914. С. 86.
- Сутра золотого блеска. СПб., 1917 (совм. с В. В. Радловым);
- Заметки по каракалпакскому языку. Турстукуль, 1932;
- Шаманский камень «яда» у тюрков Западного Китая // Советская этнография. 1947. № 1. С. 151;
- Памятники древнетюркской письменности. Тексты и исследования. — М.-Л., 1951.
- Енисейская письменность тюрков: Тексты и переводы. М.; Л., 1952;
- Уйгурский язык. Хамийское наречие: Тексты, пер., слов. Фрунзе, 1956;
- Язык желтых уйгуров: Словарь и грамматика. Алма-Ата, 1957;
- Памятники древнетюркской письменности Монголии и Киргизии. М.; Л., 1959;
- Уйгурские наречия Синьцзяна: Тексты, пер., слов. М., 1961;
- Заметки о каракалпакском языке. Нукус, 1966;
- Язык желтых уйгуров: Тексты и пер. М., 1967.